# White City (Illinois)
White City è un villaggio degli Stati Uniti d'America, situato nello Stato dell'Illinois, nella contea di Macoupin.